# Temelucha macilenta
Temelucha macilenta là một loài tò vò trong họ Ichneumonidae.